# Toby Hessian
Toby Hessian (17 de junio de 1969) es un deportista británico que compitió en remo. Ganó cuatro medallas en el Campeonato Mundial de Remo entre los años 1990 y 1994.

## Palmarés internacional
| Campeonato Mundial | Campeonato Mundial            | Campeonato Mundial | Campeonato Mundial        |
| Año                | Lugar                         | Medalla            | Prueba                    |
| ------------------ | ----------------------------- | ------------------ | ------------------------- |
| 1990               | Tasmania (Australia)          | Medalla de bronce  | Ocho con timonel ligero   |
| 1991               | Viena (Austria)               | Medalla de oro     | Cuatro sin timonel ligero |
| 1992               | Montreal (Canadá)             | Medalla de oro     | Cuatro sin timonel ligero |
| 1994               | Indianápolis (Estados Unidos) | Medalla de oro     | Ocho con timonel ligero   |